# Abderrahim Bargache
Pour les articles homonymes, voir Bargache.
Abderahim Bargach, né le 5 octobre 1949 à Casablanca où il est mort le 5 décembre 2007, est un journaliste, comédien, écrivain et animateur de télévision marocain spécialiste de la gastronomie marocaine.

## Biographie
Issues d'une famille morisque ,après avoir obtenu son baccalauréat, Abderrahim Bargache fait ses études à l'Institut de coopération maroco-allemande Friedrich Naumann (renommé plus tard en « Centre de formation des journalistes de Rabat »). Il poursuit ensuite ses études journalistiques en France au Centre de formation des journalistes de Paris.

## Carrière journalistique
Il commence sa carrière journalistique en tant que collaborateur à diverses publications françaises, notamment Le Monde, Libération, La Dépêche de Toulon et Psychologie. Il collabore également à des publications marocaines, notamment Lamalif, et Sindbad.  
Il travaille en parallèle pour le compte de l'agence marocaine Maghreb Arabe Presse (MAP), dont il a été, successivement, correspondant à Paris, rédacteur en chef à Rabat et chef de bureau à Casablanca, de 1977 à 1986,.
Durant sa carrière journalistique de plus de vingt ans, il rédige des milliers d'articles de relation de faits, de synthèse et d'analyse ou encore de traitement de fond, d'humeur ou de critique d'art.

## Critique culinaire
Lauréat de l'« International Institute of Food and Wine », il devient rapidement une référence culinaire au Maroc à la suite de ses diverses recherches portant sur la gastronomie marocaine. Il a également rédigé plusieurs textes sur l'histoire de la cuisine marocaine, publiés notamment dans l'Encyclopédie du Maroc, le Maroc des potentialités et la Civilisation marocaine, et a été directeur de collection de l'encyclopédie La Cuisine de l'éditeur Okad.
Il est expert international et conférencier sur la nourriture et la culture gastronomique auprès de plusieurs organisations internationales, dont l'Institut méditerranéen, la Commission européenne, le mouvement Slow Food et auprès de l'International Institute of Food and Wine des États-Unis.
Il anime pendant 14 ans (de 1986 à 2000) une émission culinaire hebdomadaire, Walima, sur les ondes de la chaîne de télévision marocaine TVM, dédiée à la gastronomie marocaine.

## Carrière de comédien
Abderrahim Bargache a également été comédien de théâtre, de cinéma et de télévision, et directeur de production de cinéma. Entre 1998 et 2000, il collabore avec l'humoriste marocain Said Naciri et marque un brillant passage dans la sitcom marocaine : Moi, mon frère et sa femme.

### Filmographie
- 1989 : Le Marteau et l'enclume de Hakim Noury[4]
- 1992 : Beyond Justice de Duccio Tessari[5]
- 1993 : À la recherche du mari de ma femme, de Mohamed Abderrahman Tazi
- 1994 : L'Enfance volée, de Hakim Noury [4]
- 1995 : Arthur Rimbaud, l'homme aux semelles de vent de Marc Rivière
- 1997 : Solomon de Roger Young[5]
- 1998 : Marrakech Express de Gillies MacKinnon[5]
- 1999 : La Ruse des femmes, de Farida Belyazid
- 2000 : Al-Makroum de Daoud Aoulad Siyad
- 2007 : Number one de Zakia Tahri[5]
- 2007 : Où vas-tu Moshé ? de Hassan Benjelloun (film sorti la veille de son décès)[2]

## Récompenses
- 1er prix de Bon esprit de camaraderie du Lycée Moulay Abdallah, en 1965
- 1er prix de Participation étrangère au Festival de poésie de Châteauvallon, en 1973
- Cuillère d'or du Club des Poètes gourmets de RFA, en 1988
- Médaille du Mérite national marocain, en 1990
- Médaille de Chevalier de la Confrérie de la diète méditerranéenne, à Barcelone en 1994
- Maïda d'or du Festival des Arts culinaires, à Fès en 2001.